# موسیو ساد
موسیو ساد (فرانسوی: Monsieur Sade‎) یک فیلم اروتیک فرانسوی به کارگردانی ژاک رابین است که در سال ۱۹۷۷ منتشر شد.

## دربارهٔ فیلم
این فیلم الهام‌گرفته از ایده‌ها و آثار مختلفی از مارکی دو ساد است؛ به‌ویژه رمان‌های ژوستین (یا بدبختی‌های اخلاق)، ژولیت (یا مواهب فضیلت) و همچنین فلسفه در اتاق خواب. موضوع اصلی فیلم البته برگرفته از ژوستین و ژولیت است. ماجرای فیلم که در قرن هجدهم اتفاق می‌افتد، توسط یک مورخ در دههٔ ۱۹۷۰ در گفتگو با منشی خود بیان می‌شود که سخنانش را با استفاده از ماشین تحریر ثبت می‌کند. فیلم با یک «صحنه پورنوگرافی واقعی» آغاز می‌شود اما باقیِ فوتیج‌های فیلم بیشتر شبیه‌سازی شده‌اند.